# Misumenoides depressus
Misumenoides depressus là một loài nhện trong họ Thomisidae.
Loài này thuộc chi Misumenoides. Misumenoides depressus được Octavius Pickard-Cambridge miêu tả năm 1891.